# Finsterwitzkopf
Der Finsterwitzkopf oder Finsterwitz (2254 m ü. A.) ist ein Aussichtsberg am Ende des Dorferkamms in der Venedigergruppe in Osttirol (Österreich). Er liegt im Gemeindegebiet von Prägraten am Großvenediger. Benachbarter Gipfel ist der Göriacher Almkopf im Norden.

## Lage
Der Finsterwitzkopf bildet den südlichen Abschluss des Dorferkamms und erhebt sich nördlich über die beiden Ortsteile Ströden und Hinterbichl. Es handelt sich um einen fast allseitig steilen Berg, der lediglich am Südrücken einen flachen Verlauf aufweist. Westlich des Finsterwitzkopfes liegt das Maurer Tal mit dem Mauer Bach, im Osten das Hinterbichler Dorfertal mit dem Dofer Bach. Nördlich des Finsterwitzkopfes liegt der Göriacher Almkopf (2434 m), eine unbedeutende Graskuppe, mit dem der Finsterwitzkopf durch den Trennsattel (2208 m) verbunden ist.

## Aufstieg
Der Finsterwitzkopf ist auf einem markierten Weg über reines Gehgelände zu erreichen. Ausgehend von Hinterbichl benötigt der Aufstieg rund 2 bis 2,5 Stunden, wobei zunächst über einen Waldweg zum Groderhof aufgestiegen wird und der weitere Weg danach steil bis zu den Wiesen des breiten Südrückens führt. Am Südrücken entlang wird des Weiteren die Vorhöhe des Kamms, der sogenannte Gruntschabichl (2061 m), erreicht, bevor in einem Westbogen der Gipfel erreicht wird.